# Pasteur-Effekt
Der Pasteur-Effekt beschreibt eine stark erhöhte Verstoffwechslung von D-Glucose im Zuge der Glykolyse, wenn Sauerstoff nicht mehr zur Verfügung steht.

## Hintergrund
Der Pasteur-Effekt geht auf ein 1861 von Louis Pasteur entdecktes Phänomen zurück. Er hat beobachtet, dass Hefen unter anaeroben Bedingungen mehr und schneller D-Glucose verbrauchen als unter aeroben Bedingungen. Gleichzeitig wird auch viel mehr Ethanol produziert. Ein analoger Effekt lässt sich bei höheren Eukaryoten finden. Unter anaeroben Bedingungen entsteht im Muskel Lactat, das Anion der Milchsäure. Gleichzeitig wird mehr Glucose in der Glykolyse zu Pyruvat umgesetzt als unter aeroben Bedingungen, bei denen eine Anhäufung des Lactats nicht mehr beobachtet werden kann. Die Entstehung des Ethanols bzw. Lactats sind Folgen der alkoholischen Gärung bzw. der Milchsäuregärung (siehe auch: Fermentation).
1926 bezeichnete Otto Warburg diese Beobachtung als „Pasteursche Reaktion“, was später zu „Pasteur-Effekt“ wurde.

## Bedeutung
Die Betätigung des Skelettmuskels erfordert Energie. Bei einer intensiven Beanspruchung ist das Angebot an Sauerstoff limitiert, so dass die Energie in Form von ATP ausschließlich durch die Glykolyse bezogen wird. Der letzte Reaktionsschritt, die Bildung von Lactat in der Milchsäuregärung, regeneriert dabei das erforderliche Oxidationsmittel NAD+. Bei der Umsetzung von einem Molekül Glucose entstehen insgesamt zwei Moleküle ATP. Für eine ausreichende Versorgung an Energie werden demnach erhöhte Mengen an Glucose verstoffwechselt.
Steht der Zelle (wieder) Sauerstoff zur Verfügung, so besteht die Möglichkeit, Pyruvat durch den Citratzyklus abzubauen. Dabei wird aufgrund zahlreicher Oxidationsschritte viel NADH erzeugt. Dieses und das von der Glykolyse stammende NADH wird schließlich in der Atmungskette reoxidiert und steht weiteren Runden in der Glykolyse und im Citratzyklus wieder zur Verfügung. Bei diesem aeroben Abbau wird ca. 15-mal so viel Energie bereitgestellt wie beim anaeroben Abbau von Glucose zu Lactat. Infolgedessen sinkt der Verbrauch an Glucose, es wird auch nicht mehr Lactat bzw. Ethanol generiert.
Da für die Deckung des ATP-Bedarfes unter aeroben Bedingungen vergleichsweise viel weniger Glucose metabolisiert werden muss, wird die Glykolyse gehemmt. So führt ein ausreichendes Angebot an Sauerstoff zu einer Inhibition der Phosphofructokinase 1, das Schrittmacherenzym der Glykolyse.
Zellen, die über keine Mitochondrien verfügen (Erythrozyten), zeigen definitionsgemäß keinen Pasteur-Effekt. Tumorgewebe umgehen ihn dadurch, dass aerobe Abbauwege aufgrund einer Fehlregulation ausgeschaltet sind, wodurch ständig Lactat produziert wird (Warburg-Effekt). Diese Fehlregulation bildete in der Vergangenheit Ansätze für eine rationale Tumortherapie (Therapeutische Hyperthermie nach Manfred von Ardenne).